# Bernat Molin
Bernat Molin (Vals, 13 de març de 1948 — 26 de març de 2020) fou un lingüista i matemàtic occità, especialitzat en lexicografia e gramaticografia.
Es va llicenciar en matemàtiques el 1971 i es doctorà el 1977, també en matemàtiques.
Participà en una gramàtica provençal (Grammaire provençale et cartes linguistiques, 1998), en un diccionari (Diccionari de basa francés-provençau, 1992, 2004) i publicà una altra gramàtica sobre l'occità del país d'Aubenàs (Grammaire occitane : le parler bas-vivarois de la région d'Aubenas, 2006).
Era un soci molt actiu de l'Institut d'Estudis Occitans i formava part del consell lingüístic del Congrés Permanent de la Llengua Occitana.
Participà també en la Viquipèdia en occità.

## Obres publicades
- Bernat MOLIN = Bernard MOULIN (2006) Grammaire occitane : le parler bas-vivarois de la région d'Aubenas. sl.: Secció vivaresa de l'Institut d'Estudis Occitans
- Guiu MARTIN, & Bernat MOLIN (1998) = Guy MARTIN & Bernard MOULIN, Grammaire provençale et cartes linguistiques, Ais de Provença: Comitat Sestian [Sextian] d'Estudis Occitans / Centre Regionau d'Estudis Occitans-Provença / Edisud —— Actualització de: Grammaire du provençal rhodanien et maritime (graphie classique) (1983) Aguilha: Comitat Sestian [Sextian] d'Estudis Occitans / Edisud
- Elias LÈBRE, & Guiu MARTIN, & Bernat MOLIN (2004) = Élie LÈBRE, & Guy MARTIN, & Bernard MOULIN, Dictionnaire de base français-provençal / Diccionari de basa francés-provençau, Ais de Provença: CRÈO Provença / Edisud [1a ed. 1992]